# فتح‌الله حقیقی
فتح‌الله حقیقی (زاده ۱۳۴۴ در ساوه) سیاستمدار ایرانی و استاندار زنجان در دولت دوازدهم بود.

## تحصیلات
فتح‌الله حقیقی دانش‌آموخته کارشناسی ریاضی، کارشناسی ارشد صنایع مدیریت سیستم و بهره‌وری، دانشجوی دکترای اقتصاد جهانی مدیریت سیستم‌های اقتصادی و اجتماعی است.

## سوابق
فتح‌الله حقیقی معاون سیاسی امنیتی استانداری بوشهر و معاون سیاسی امنیتی استانداری قم، فرماندار قم، مدیرکل امور اجتماعی و انتخابات استانداری قم در دولت هشتم و معاون سیاسی امنیتی البرز در دولت دوازدهم را در کارنامه کاری خود به ثبت رسانده‌است.